# 耶律馬六
耶律馬六（やりつ ばりく、生没年不詳）は、遼（契丹）の政治家。字は揚隠。

## 経歴
孟父楚国王の末裔。性格は寛容で諧謔を好み、親しい友人と会すると座興を傾けつくし、名誉や利益には恬淡としていた。耶律弘古と血盟を交わした友人の間柄で、耶律弘古が惕隠となると、推薦を受けて宿直官に補任された。
重熙元年（1032年）、旗鼓拽剌詳穏に転じた。重熙3年（1034年）、崇徳宮使に転じた。重熙5年（1036年）4月、惕隠となった。重熙7年（1038年）、北院宣徽使に任じられた。興宗の寵遇を受けて兄と呼ばれた。後に西京留守をつとめた。重熙15年（1046年）、漢人行宮都部署となった。
遼興軍節度使に転じ、まもなく死去した。享年は70。
子の耶律奴古達は、南京宣徽使となった。

## 伝記資料
- 『遼史』巻95 列伝第25